# いのちの地球 ダイオキシンの夏
『いのちの地球 ダイオキシンの夏』（いのちのちきゅう ダイオキシンのなつ）は、2001年8月18日に公開されたアニメーション映画。北イタリアの小さな街で実際に起こったダイオキシン災害事件（セベソ事故）を描いた作品。文部科学省選定・優秀映画鑑賞会推薦・東京都知事推奨作品。

## キャスト
- ジュリア - 佐久間信子
- エンリコ - 折笠愛
- ルチオ - 本田貴子
- マリア - 白鳥由里
- アンジェロ - 佐々木静香
- 安藤史郎 - 井上和彦
- カーロ市長 - 玄田哲章
- アンナ - 水谷優子
- ジーノ - 楠見尚己
- ミレーナ - 幸田夏穂
- マルコ - 小林沙苗
- アントニオ - 室園丈裕
- ヴィーロ - 松本大
- マレーラ博士 - 矢田稔
- ゼル会長 - 上田敏也
- バルトフォーグル - 小島敏彦
- ソニア - 倍賞千恵子（特別出演）

## スタッフ
- 企画プロデューサー - 桂壮三郎
- 原作 - 蓮見けい（「ダイオキシンの降った街」より（岩崎書店・刊））
- 監督 - 出﨑哲
- 脚本 - 小出一巳、末永光代
- キャラクターデザイン・絵コンテ・監督補 - 四分一節子
- 監修 - ダイオキシン・環境ホルモン対策国民会議
- アニメーション監督 - 熨斗谷充孝
- クリエイティブ・プロデューサー - 小出一巳
- 総作画監督 - 清水恵蔵
- 作画監督 - 鈴木伸一、都築裕佳子、小澤郁
- 美術監督 - 長尾仁
- 美術設定 - 池信孝
- 色彩設計・色指定 - 小林恵
- 撮影監督 - 安津畑隆
- 音楽 - 長谷川智樹
- 音響監督 - 清水勝則
- 主題歌「リーンカーネーション」
  - 作詞・作曲 - 長谷川智樹
  - 歌 - 陣内絵里奈
- 音楽プロデューサー - 安東義史
- 音楽制作 - カンパニーAZA
- 動画検査 - 福井明博
- 特殊効果 - 遠藤剛彦
- 編集 - 神谷信武
- ネガ編集 - 大橋まさみ、神谷編集室
- タイトル・リスワーク - マキ・プロ
- 現像 - 東京現像所
- 録音調整 - 西澤規夫（整音スタジオ）、渋江博之（AMGスタジオ）
- 音響効果 - 西村睦弘（フィズサウンドクリエイション ）
- 音響制作 - ザック・プロモーション
- 録音スタジオ - AMGスタジオ
- 宣伝プロデューサー - 山下健一郎
- 宣伝 - シネマ・クロッキオ
- 宣伝デザイン - クリエイティブ・エース
- プロデューサー補 - 木村昌資
- 製作委員会デスク - 桂みち子
- 制作プロデューサー - 三上鉄男
- 制作デスク - 清田健
- 制作進行 - 山城邦男
- 制作事務 - 綱木志のぶ
- アニメーション制作 - マジックバス
- 協力 - 地球環境と大気汚染を考える全国市民会議、青樹簗一訳 レイチェル・カーソン「沈黙の春」(新潮文庫)
- 参考文献 - 宮田秀明の「ダイオキシンQ&A」(合同出版)、みんなで考えようダイオキシン（毎日新聞大阪本社総合企画本部）
- 製作 - 映画「ダイオキシン」製作委員会（ゴーゴービジュアル企画、マジックバス、アミューズメントメディア総合学院、日本出版販売）